# Oleg Bodrug
Oleg Bodrug (n. 23 februarie 1965, Chișinău) este un politician din Republica Moldova, vicepreședinte al Parlamentului Republicii Moldova, copreședintele al Partidului Liberal Reformator.

## Biografie
Oleg Bodrug s-a născut la 23 februarie 1965 în orașul Chișinău. A absolvit Facultatea de fizică la Universitatea de Stat din Moldova și Institutului Politehnic din Sankt Petersburg. 
- Din anul 1992 — Directorul Editurii „Prut Internațional”
- Din 21 august 2010 pînă la 13 aprilie 2013 — secretar general al Partidului Liberal (PL)[1].
- Din 30 mai 2013 — vicepreședintele al Parlamentului Republicii Moldova.

La alegerile din aprilie 2009 Oleg Bodrug este ales deputat în Parlamentul Republicii Moldova, reales în iulie 2009 și 2010. 
La 12 aprilie 2013 Oleg Bodrug s-a alătutat la Consiliul de Reformare al Partidului Liberal (CRPL), care cere înlocuirea lui Mihai Ghimpu cu Dorin Chirtoacă în fruntea PL-ului.
La 13 aprilie 2013 Oleg Bogrug a fost exclus din Partidul Liberal de către Consiliul Republican al PL.
La 15 decembrie 2013, la  Congresul de Constiuire al Partidului Liberal Reformator Oleg Bogrug a fost ales copreședinte al Partidului Liberal Reformator. 
Oleg Bodrug este căsătorit și are doi copii.